# Emina Jahović

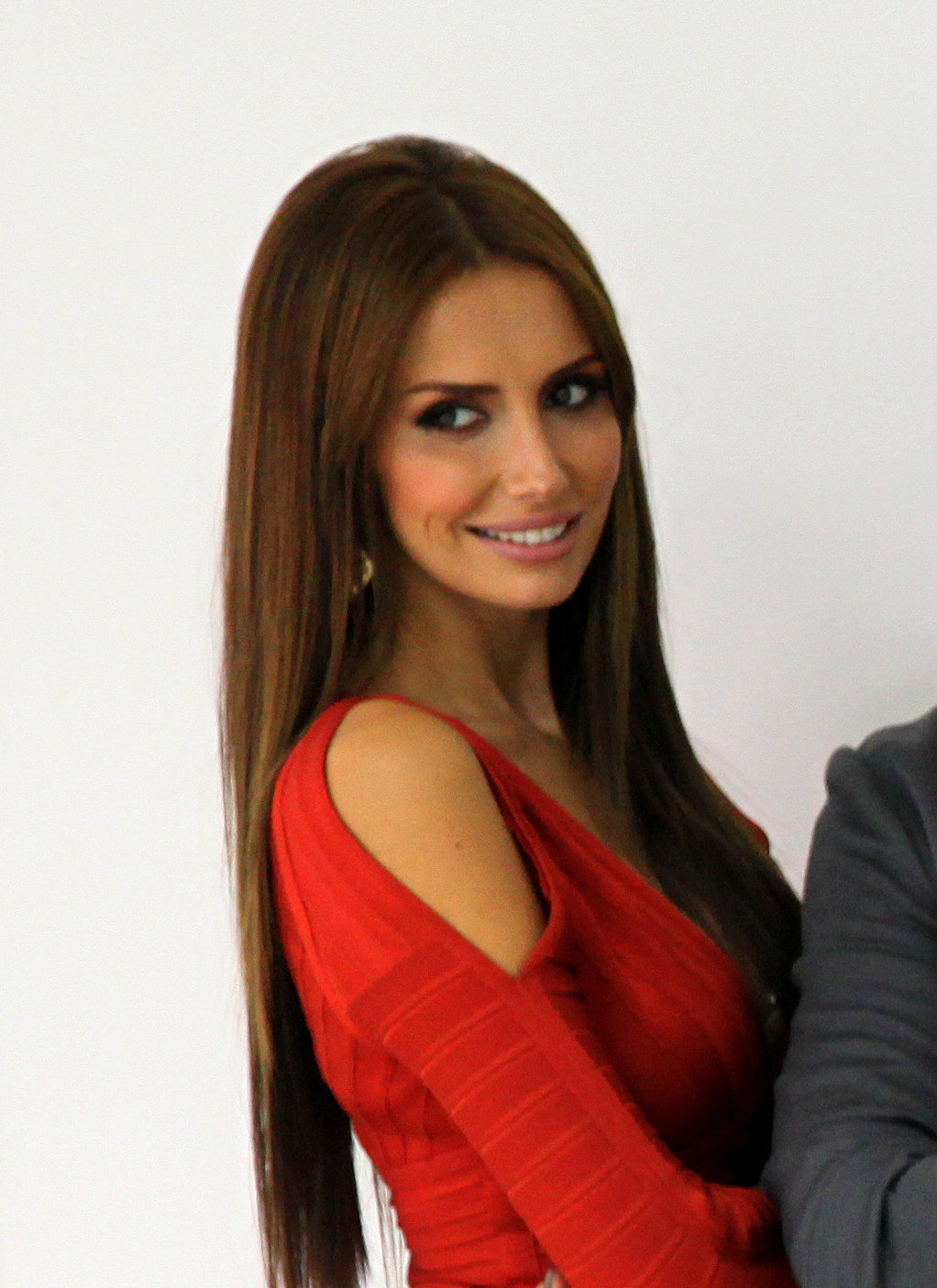
Emina Jahović (2013)

Emina Jahović (serbisch-kyrillisch Емина Јаховић; * 15. Januar 1982 in Novi Pazar, Jugoslawien, als Emina Jahović, serbisch-kyrillisch Емина Јаховић) ist eine aus dem ehemaligen Jugoslawien stammende Popsängerin mit serbischer und türkischer Staatsangehörigkeit. In der Türkei ist sie unter dem Künstlernamen Emina Türkcan bekannt.

## Leben
Emina Jahović stammt aus einer bosniakischen Familie. Ihr Bruder ist der ehemalige Basketballspieler und NBA-Profi Mirsad Türkcan.
Sie besuchte in ihrer Kindheit das Konservatorium in Novi Pazar, wo sie das Gitarrespielen lernte. Außerdem tanzte sie in ihrer Jugend in einer Folkloregruppe. Ein vierjähriges Managementstudium an der Univerzitet Braća Karić brach sie zugunsten ihrer Musikkarriere ab.
Jahović’ Privatleben wurde oft in der Boulevardpresse erörtert. So wurden ihr Verhältnisse mit den Geschäftsmännern Serdar Bilgili und Miroslav Mišković nachgesagt. Nach dreijähriger Beziehung heiratete sie am 13. Januar 2008 ihren Lebensgefährten, den türkischen Sänger Mustafa Sandal, mit dem sie zwei Söhne hat. 2018 gab sie die Trennung von ihrem Ehemann bekannt.

## Karriere
Ihre musikalische Solokarriere begann 1999 mit dem Gewinn des montenegrinischen Jugendmusikfestivals Zlatna staza. Mit dem von Dino Merlin komponierten Stück U, la-la (Deutsch: Uh, la la) aus ihrem Debütalbum Tačka (Punkt) gelang ihr 2002 auf dem Westbalkan, vor allem in Bosnien und Herzegowina, ein Hit. 2003 erreichte sie mit dem Lied Uzalud se budim beim Sunčane-Skale-Festival in Herceg Novi den dritten Platz. 2005 erschien ihr zweites Musikalbum Radije ranije (Lieber eher). 2006 steuerte sie die Stimme zum Flamingosi-Track La gitana (Die Zigeunerin) bei. Das zugehörige Video gewann bei Sunčane Skale 2007 den Preis für das beste Musikvideo.
2010 nahm sie an der Auswahl des serbischen Vertreters für den Eurovision Song Contest teil und wurde Zweite. Im selben Jahr spielte sie (als Emina Sandal) die Rolle der Lale Ilgaz in einer Folge der Telenovela Lale Devri.
Im Jahr 2018 entstand mit dem türkischen Sänger Edis die erfolgreiche Kollaboration Güzelliğine. Zuvor hat sie mit weiteren türkischen Künstlern wie İzel oder Erdem Kınay zusammengearbeitet.

## Diskografie

### Alben
- 2002: Tačka
- 2005: Radije ranije
- 2009: Vila
- 2014: Metamorfoza
- 2018: Dalje
- 2025: Svitanje

### EPs
- 2011: Posle Mene

### Singles (Auswahl)
- 2005: Da L' Ona Zna
- 2009: Pile Moje (Original: Ali Güven – Yolcu)
- 2009: Jos ti se nadam (mit Saša Kovačević)
- 2009: Med (mit Dino Merlin)
- 2012: I da mogu
- 2017: Limunada (mit Milica Todorović)
- 2018: Dva Aviona (mit Željko Joksimović)
- 2018: Prsten (mit Corona & Rimski)
- 2019: Vukovi
- 2019: Exploziv (mit Gazda Paja)
- 2019: Musko Vise Ne Mogu (mit Nataša Bekvalac)
- 2020: Kriziram
- 2021: Malena (mit Teodora)
- 2023: Rano Je (mit Aco Pejović)
- 2023: Slagacu Vas Sve
- 2025: Mani Ga Se (Original: Mabel Matiz – Ya Bu İşler Ne)
- 2025: Odlazim Da Odem (mit Hava)

### Songs auf Türkisch oder mit türkischen Künstlern
- 2009: Ne Zaboravi (mit İzel)
- 2012: Broken (mit Erdem Kınay)
- 2012: Kimse Yok Mu?
- 2013: Yakışmaz
- 2018: Güzelliğine (mit Edis)

## Filmografie
- Lale devri (2010)